# Margaretamys christinae
Margaretamys christinae — вид пацюків (Rattini), ендемік острова Сулавесі, Індонезія.

## Морфологічна характеристика
Довжина голови й тулуба 111 мм, довжина хвоста 175 мм, довжина лапи 20 мм, довжина вуха вух 24.5 мм, вага до 49 грамів. Волосяний покрив довгий, м'який і щільний. Дорсальні частини темно-коричнювато-палеві, а черевні частини сірувато-жовті, за винятком підборіддя і горла, сірувато-білих. Мордочка сірувато-біла, а темнішої маски на лиці немає. Вуса довгі. Вуха великі, коричневі, без шерсті. Зовнішня частина ніг коричнева, а пальці білі. Хвіст довший за голову і тіло, він коричнювато-сіруватий з білим.

## Поширення й екологія
Поширений у гірській частині південно-східного півострова. Мешкає в тропічних лісах на висоті близько 1500 метрів над рівнем моря.

## Спосіб життя
Це деревний і нічний вид. Ймовірно, він харчується фруктами та комахами, як і інші види.